# Rashid-al-Din Hamadani
Rashīd al-Dīn Ṭabīb ( persa : رشیدالدین طبیب ), también conocido como Rashīd al-Dīn Faḍlullāh Hamadānī (persa: رشیدالدین فضلالله همدانی , 1247-1318), fue un estadista, historiador y médico en el Ilkanato persa. Nació en una familia judía persa de Hamadán.
Habiéndose convertido al islam a la edad de 30 años, Rashid al-Din se convirtió en el poderoso visir de Ilkhan, Ghazan. Más tarde fue encargado por Ghazan para escribir el Jami al-Tawarij, considerado ahora como la fuente única y más importante para la historia del período Ilkanato y el Imperio mongol. Él mantuvo su posición como vizir hasta 1316.
Después de haber sido acusado de envenenar al rey Ilkhanid Öljeitü, fue ejecutado en 1318.
El historiador Morris Rossabi llama a Rashid-al-Din "indiscutiblemente la figura más distinguida en Persia durante el gobierno mongol". Fue un autor prolífico y estableció la fundación académica de Rab'-e Rashidi en Tabriz.

## Biografía

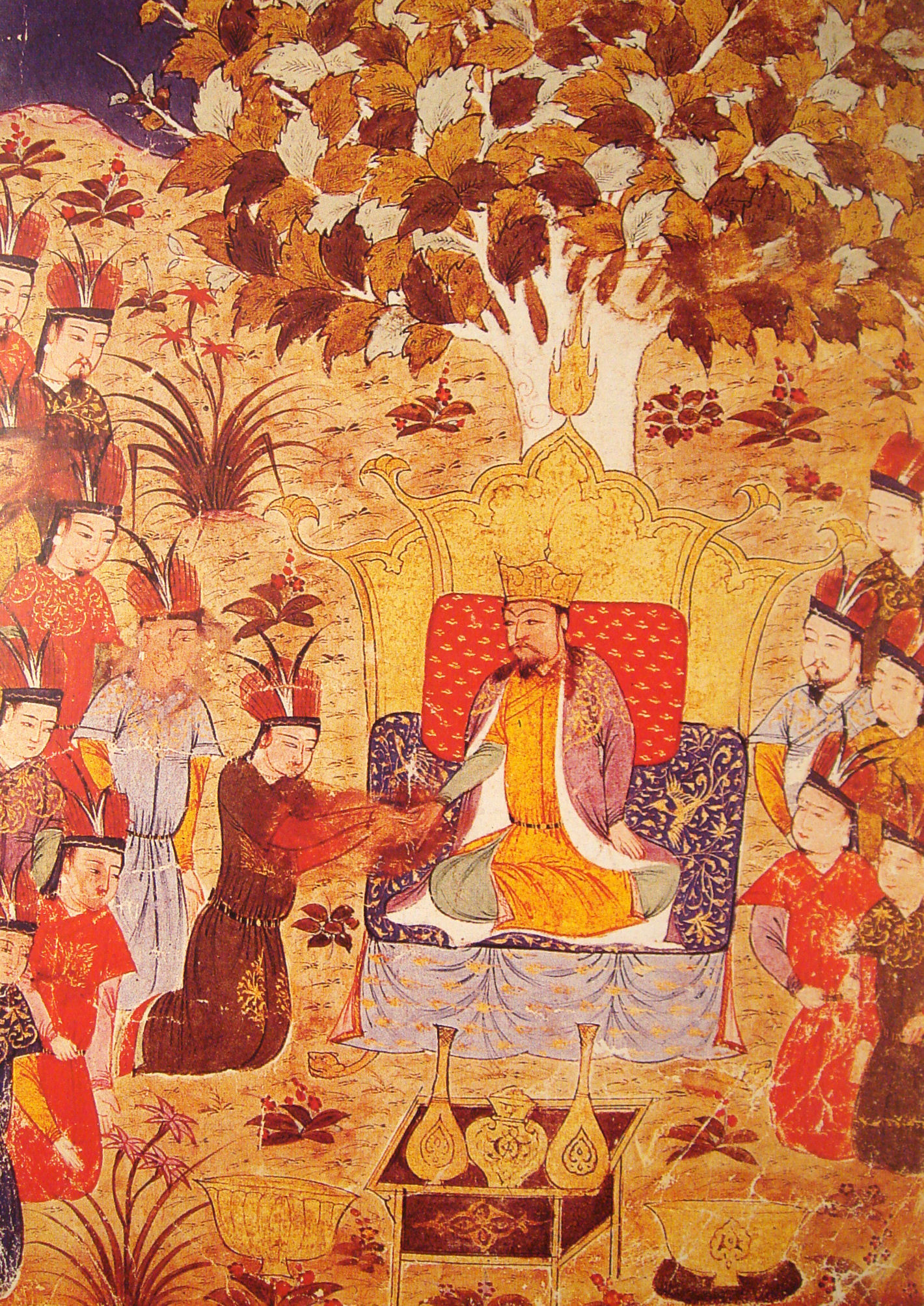
Gengis Kan (centro) en la coronación de su hijo Ögedei, Rashid al-Din Hamadani, principios del siglo XIV

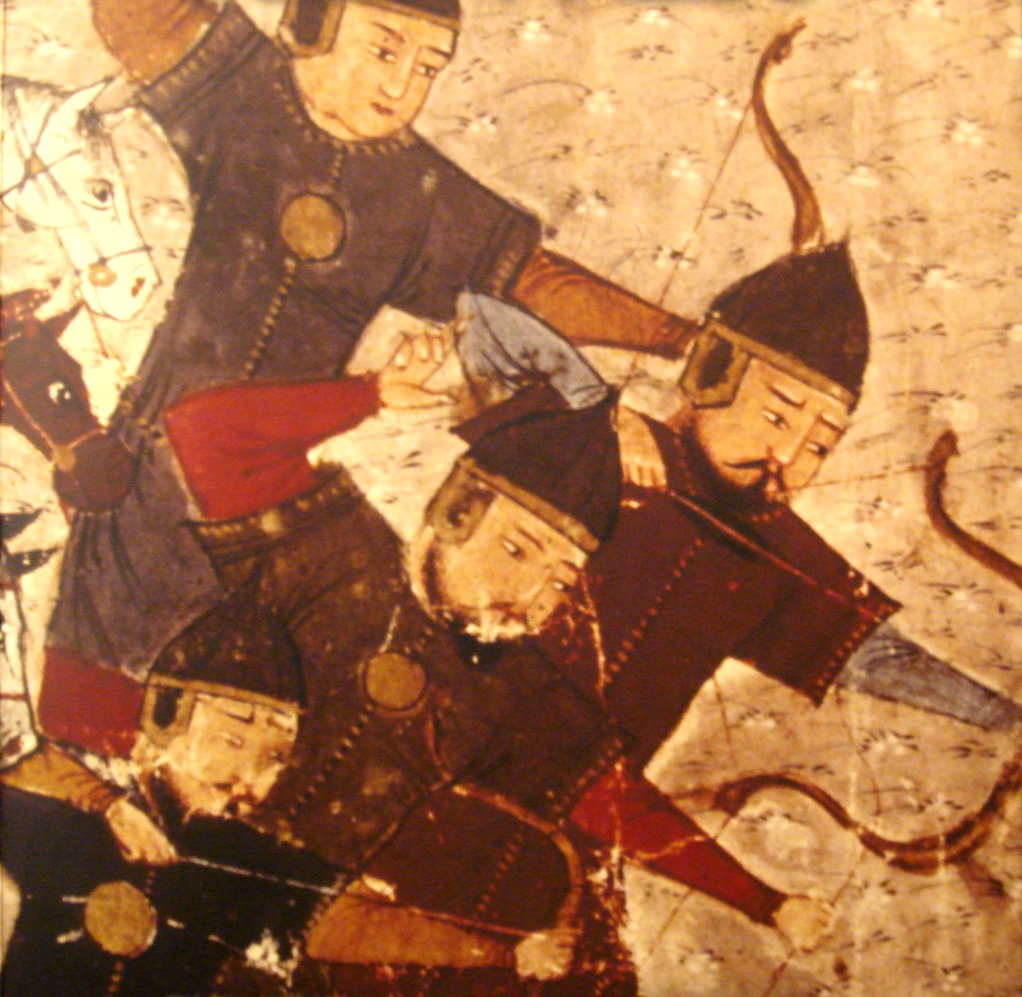
Soldados mongoles en el Jami' al-tawarikh de Rashid al-Din, BnF. MS. Supplément Persan 1113. 1430-1434 AD.

Rashid al-Din nació en una familia judía persa en Hamadán, ahora en la Provincia de Hamadán. Su abuelo había sido cortesano del gobernador Ilkhanate Hulagu Khan, y el padre de Rashid al-Din era un boticario en la corte. Se convirtió al islam cuando tenía treinta años.

### Educación y vida en la corte bajo Abaqa (1265-1282)

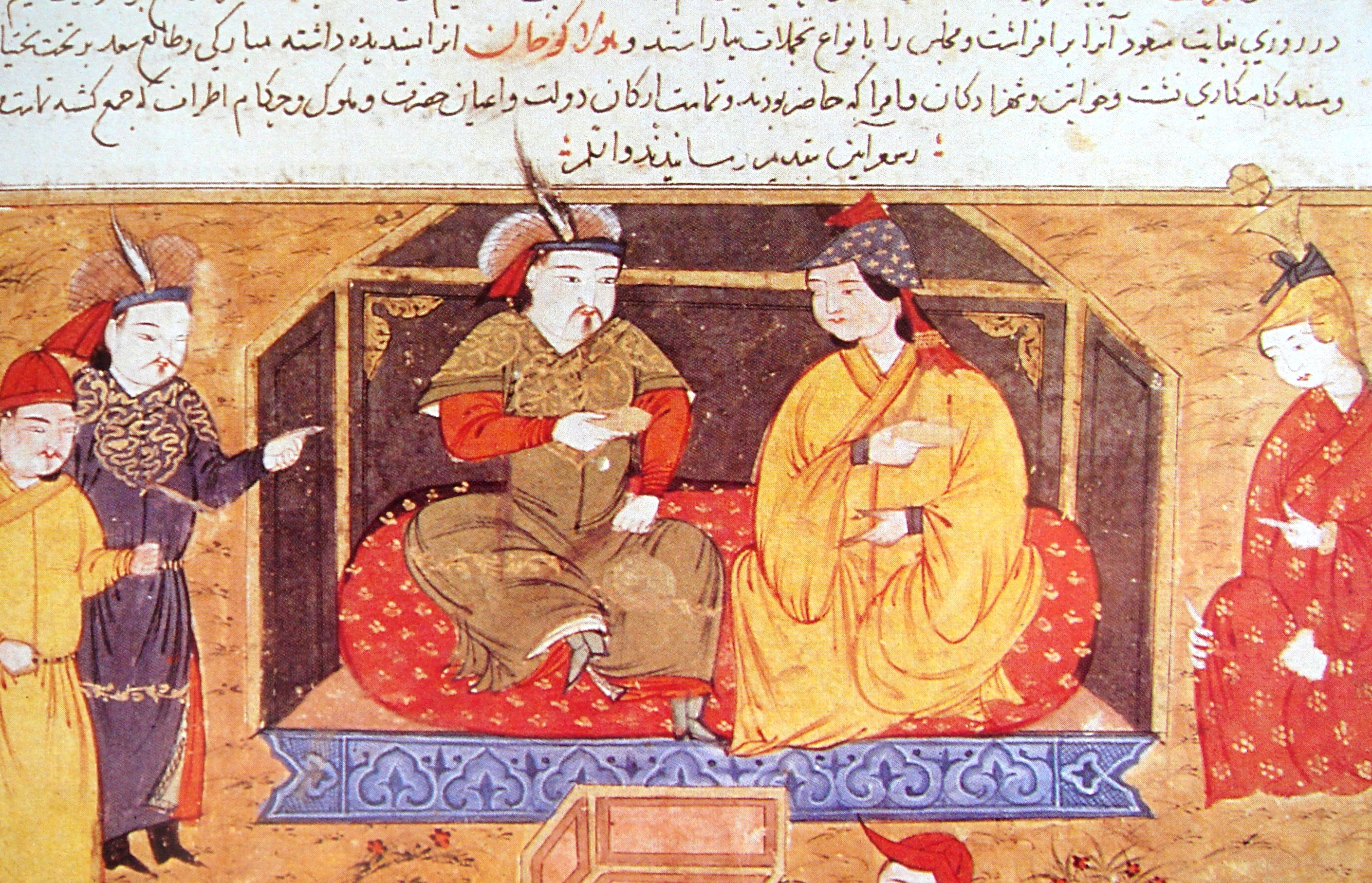
Hulagu Khan con su esposa Cristianismo oriental. Nestoriano, Doquz Khatun. De la obra de Rashid al-Din, XIV c.

Rashīd al-Dīn estudió medicina y entró en la corte de Abaqa como médico a las órdenes del hijo de Hulagu, Abaqa Khan, siendo su función inicialmente preparar, presentar y probar la comida del khan.
Se convirtió al Islam hacia 1277. Continúa hasta nuestros días el desacuerdo entre los eruditos árabes respecto a la veracidad de la creencia religiosa original de Rashid al-Din, pues algunos afirman que nació musulmán de una familia musulmana y que supuestamente hay pasajes en sus libros en los que Rashīd al-Dīn menciona el ejemplo de su padre estudiando los fundamentos del Islam y sus creencias. Sin embargo, en los escritos ilkhajanidos, su apodo cambia de "Rashid a-Dwala" (a-Dwala: "el Estado") a "Rashīd al-Dīn" (a-Dīn: "la Fe") y los textos de la época se refieren con frecuencia a su origen judío, algo que también harían sus oponentes e incluso un siglo después de su muerte.
Ibn Taymiyya, un teólogo damasceno opuesto a los mongoles, lo describió en estos términos tras un encuentro en 1300: 
"Era un judío filósofo. Luego se adhirió al Islam con lo que había en él de judaísmo y la práctica de la filosofía, y se unió a ese Rafidismo-allí"

### Del reinado de Abaqa al de Ghazan (1282-1295)
En 1295, el sucesor de Abaqa, Teküder, bautizado, se convirtió al Islam, y adoptó un nombre árabe, Ahmad.
Cuando Mahmoud Ghazan Khan llegó al poder en 1295, el país se encontraba prácticamente en estado de guerra civil.

### Visir (1298-1316)

#### Durante el reinado de Ghazan

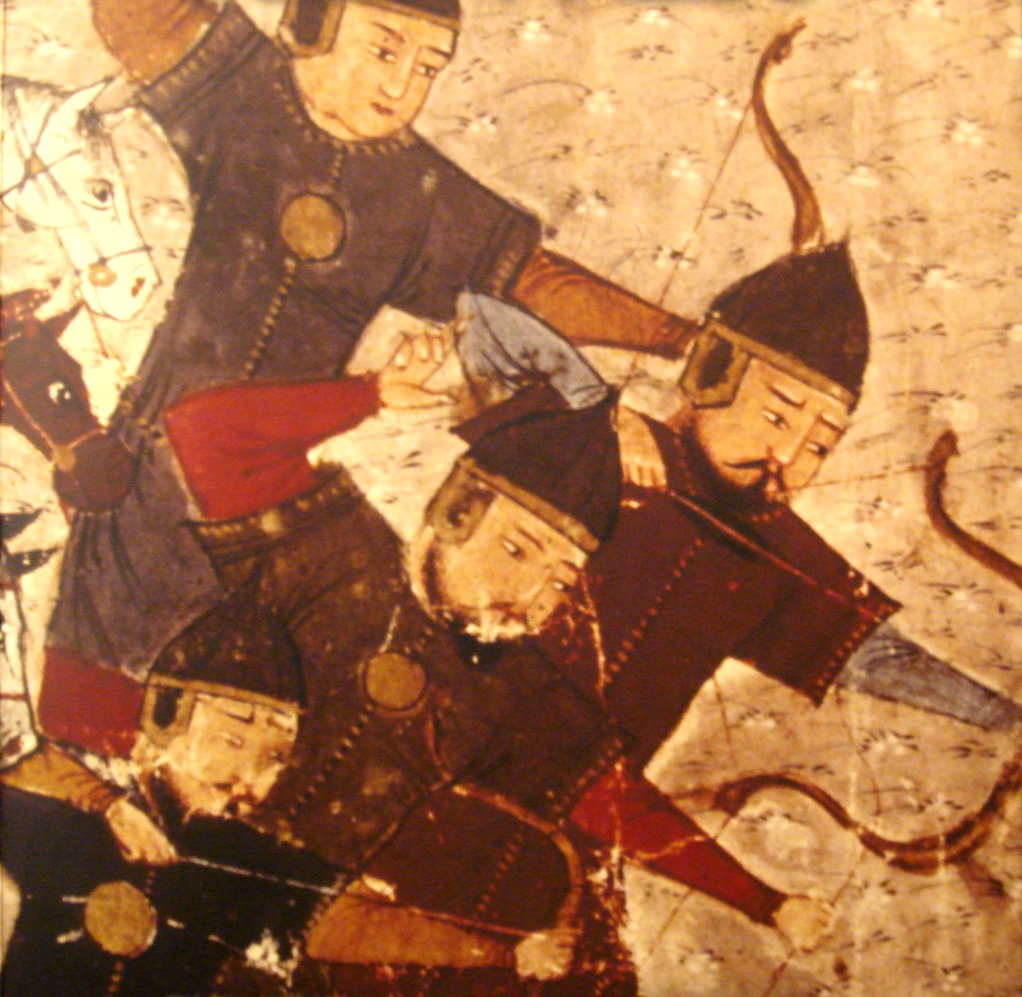
Soldados mongoles en el Jāmiʿ al-Tawārīkh de Rashid al-Din, BnF. MS. Suplemento persa 1113. 1430-1434 AD.

Alcanzando las cimas de la jerarquía burocrática, en 1298 Rashīd al-Dīn fue nombrado adjunto del visir Sa'd al-Din Zanjani, pero éste fue ejecutado el otoño siguiente. Rashid al-Din fue nombrado entonces visir adjunto de Sa'd al-din Sawaji.
El hombre pasó así a primer plano, pero hay que señalar que nunca durante su carrera ejerció el poder en solitario: siempre contó con un adjunto. Por eso, a pesar de su poder e influencia, su posición sigue siendo precaria.
"Rashid al-Din fue un hábil administrador que reformó los sistemas fiscal, comercial, jurídico y postal de Irán", buscando constantemente proteger a los sedentarios iraníes de la rapacidad de la aristocracia mongola. En general, Rashīd al-Dīn fue un ardiente patriota iraní suní y también un admirador de las tradiciones del Estado iraní. El nombre Irán se menciona en su Jami 'al-tawarikh. No le gustaban los mongoles (a los que describía como turcos) y hablaba enérgicamente de ellos como tiranos y opresores de los ra'iyyats iraníes.

### Pérdida de influencia y muerte

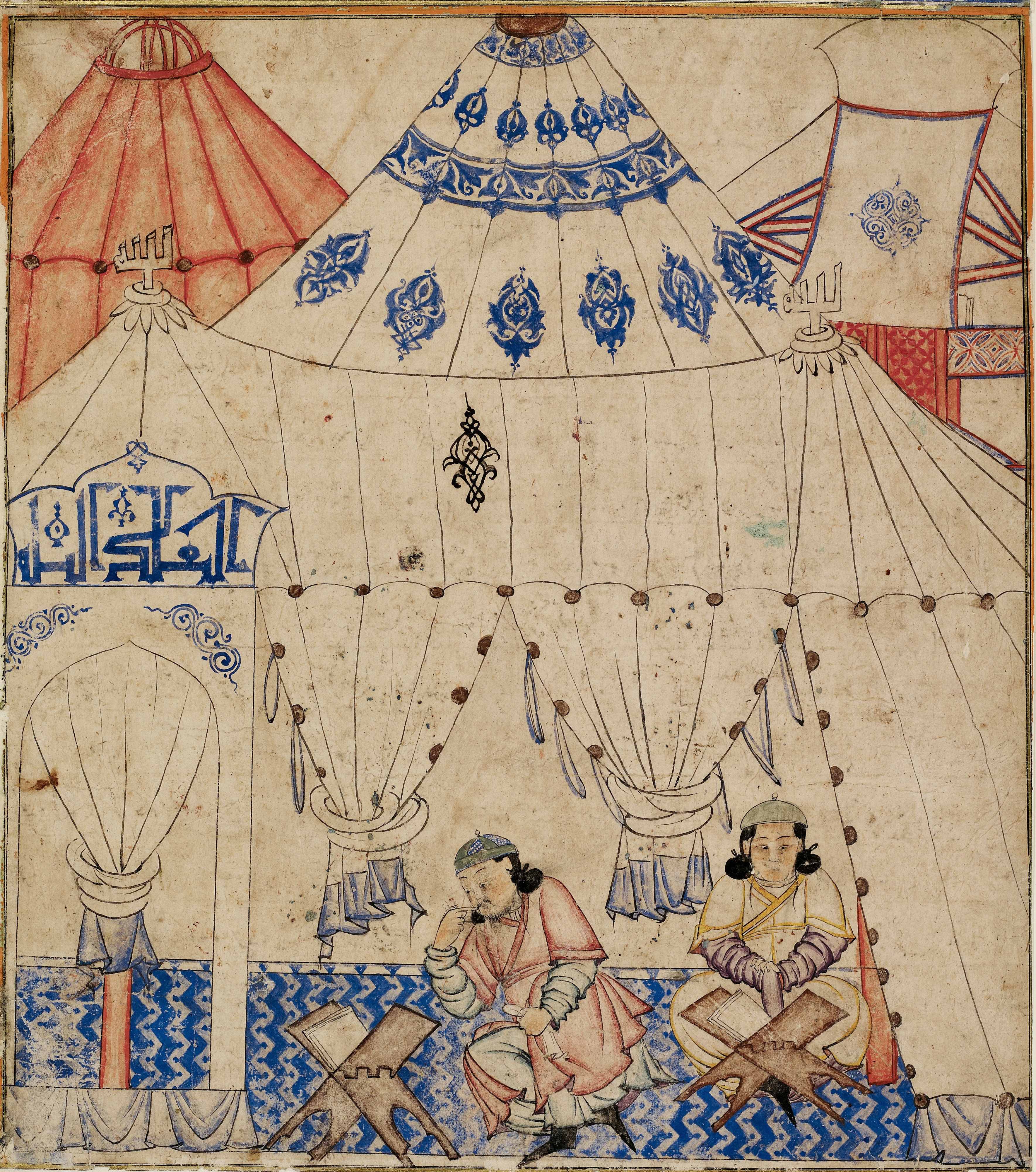
El gobernante mongol Ghazan estudiando el Corán

En 1312, su colega Sa'd-al-Din Mohammad Avaji cayó del poder y fue sustituido por Taj-al-Din Ali-Shah Jilani. Luego, en 1314, Öljaitü murió y el poder pasó a su hijo, Abu Sa'id Bahadur Khan, que se alineó con Ali-Shah. En 1318, Rashid al-Din fue acusado de haber envenenado a Öljaitü y fue ejecutado el 13 de julio, a la edad de setenta años. Su ascendencia judía fue mencionada numerosas veces en la corte. Su cabeza fue llevada por toda la ciudad tras la ejecución y la gente coreaba: "Esta es la cabeza del judío que abusó del nombre de Dios, que la maldición de Dios caiga sobre él"
Sus bienes fueron confiscados y Rab'-e Rashidi, con su scriptorium y sus preciosos ejemplares, fueron entregados a la soldadesca mongola. Un siglo más tarde, durante el reinado de Miran Shah, hijo de Timur, los huesos de Rashid al-Din fueron exhumados del cementerio musulmán y enterrados de nuevo en el cementerio judío.

## Jāmi' al-Tawārīkh
El "Compendio de crónicas" Jāmi' al-Tawārīkh fue encargado por Ghazan e inicialmente era una historia de los mongoles y su dinastía, pero gradualmente se expandió para incluir toda la historia desde los tiempos de Adán hasta Rashid al-Din. Rashid fue asistido por Bolad, un noble mongol que fue el emisario del Gran Khan en la corte de Ilkhanid. Bolad le proporcionó muchos antecedentes sobre la historia de Mongolia, especialmente sobre el clan Borjigin. 
El compendio se completó entre 1307 y 1316, durante el reinado de Öljaitü.

### Taller de caligrafía:Rab 'i-Rashidi
El trabajo fue ejecutado en el elaborado scriptorium Rab'-e Rashidi en Qazvin, donde se empleó un gran equipo de calígrafos e ilustradores para producir libros profusamente ilustrados. Estos libros también se pueden copiar, preservando la precisión, utilizando un proceso de impresión importado de China.
Hulagu Khan con su esposa cristiana oriental, Doquz Khatun. Hulagu conquistó la Siria musulmana, en colaboración con las fuerzas cristianas de Cilician, Armenia, Georgia y Antioquía. Del trabajo de Rashid al-Din.
El trabajo estaba en el momento de la finalización, c. 1307, de tamaño monumental. Varias secciones no han sobrevivido o han sido descubiertas. Porciones de Jāmi' al-Tawārīkh sobreviven en manuscritos profusamente ilustrados, que se cree fueron producidos durante su vida y tal vez bajo su supervisión directa en el taller de Rab'-e Rashidi.

### Significado historiográfico
Los volúmenes I y II del Jāmiʿ al-Tawārīkh han sobrevivido y son de gran importancia para el estudio del Iljanato. El volumen I "contiene la historia de las tribus turcas y mongolas, incluidas sus leyendas tribales, genealogías, mitos y la historia de las conquistas mongolas desde la época de Genghis Khan hasta el final del reinado de Ghazan Khan" mientras que el volumen II describe "la historia de todos los pueblos con los que los mongoles habían luchado o con los que habían intercambiado embajadas". En su narración hasta el reinado de Möngke Khan (1251-1259), Ata-Malik Juvayni fue la principal fuente de Rashid al-Din; sin embargo, también utilizó numerosas fuentes del Lejano Oriente y otras, hoy perdidas. El Jāmiʿ al-Tawārīkh es quizá la fuente persa más completa sobre el periodo mongol. Para el periodo de Gengis Kan, sus fuentes incluían el ahora perdido Altan Debter ("Libro de Oro"). Su tratamiento del periodo iljaní parece sesgado, ya que él mismo era un alto funcionario, pero aun así se considera la fuente escrita más valiosa sobre la dinastía.
El tercer volumen se ha perdido o nunca se terminó; su tema era la "geografía histórica".
Es posible que el legado historiográfico más importante del Jāmiʿ al-Tawārīkh sea su documentación de la mezcla cultural y el consiguiente dinamismo que condujeron a la grandeza del Persa y el Imperio otomano, muchos de cuyos aspectos se transmitieron a Europa e influyeron en el Renacimiento. Este fue producto de la extensión geográfica del Imperio mongol, y se refleja con mayor claridad en esta obra de Rashid al-Din. El texto describe los diferentes pueblos con los que los mongoles entraron en contacto y es uno de los primeros intentos de trascender una única perspectiva cultural y tratar la historia a escala universal. El Jāmiʿ intentó ofrecer una historia de todo el mundo de aquella época, aunque muchas partes se han perdido.
Uno de los volúmenes del Jāmiʿ al-Tawārīkh trata de una extensa Historia de los francos (1305/1306), posiblemente basada en información de europeos que trabajaban a las órdenes de los iljanatos, como Isol el Pisano o los Frailes dominicos, que es una descripción generalmente coherente con muchos detalles sobre la organización política de Europa, el uso de mappae mundi] por italianos marinos y cronologías regias derivadas de la crónica de Martín de Opava (m. 1278).

### Transmisión del libro: impresión y traducción

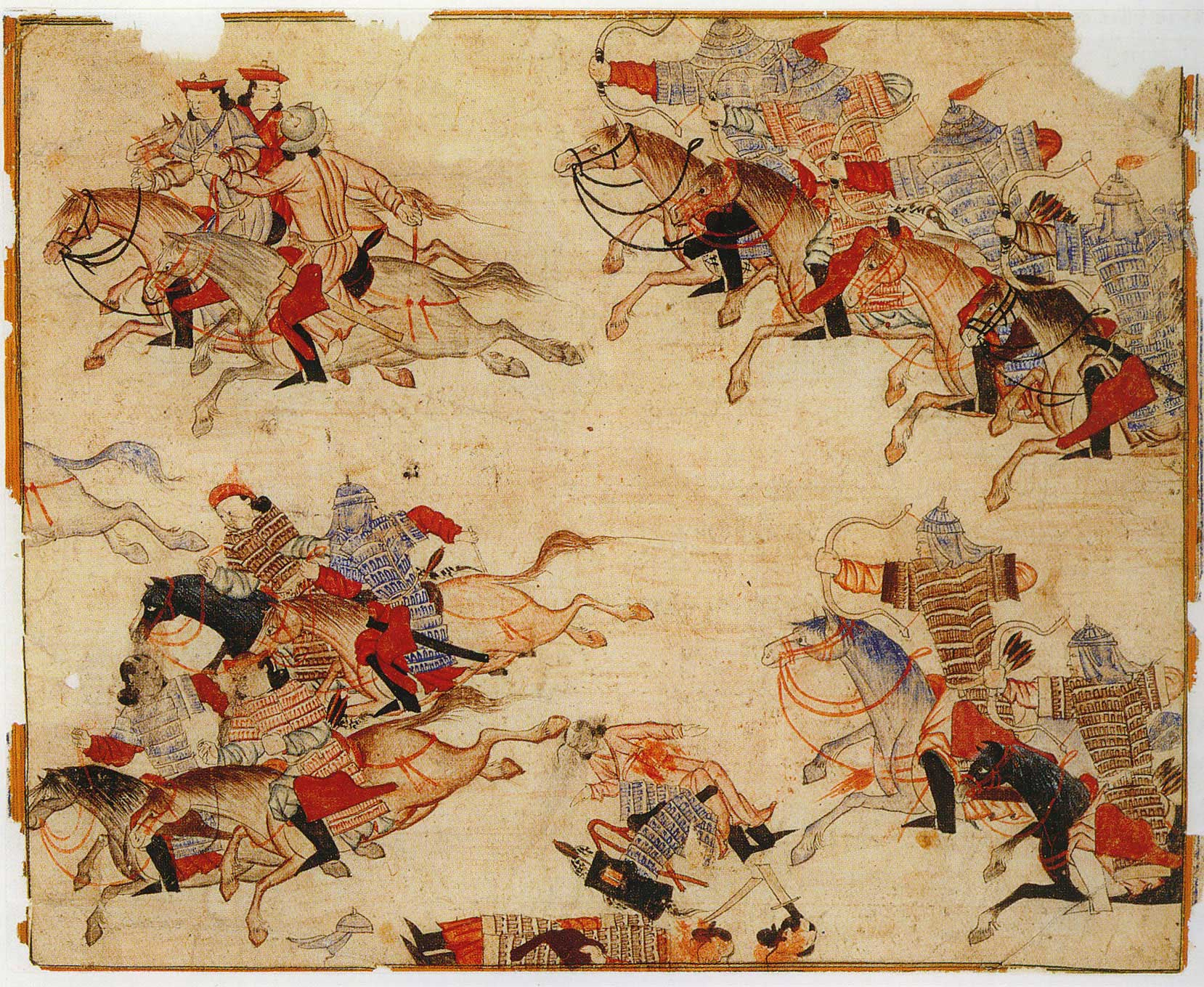
Caballería mongola persiguiendo a su enemigo.

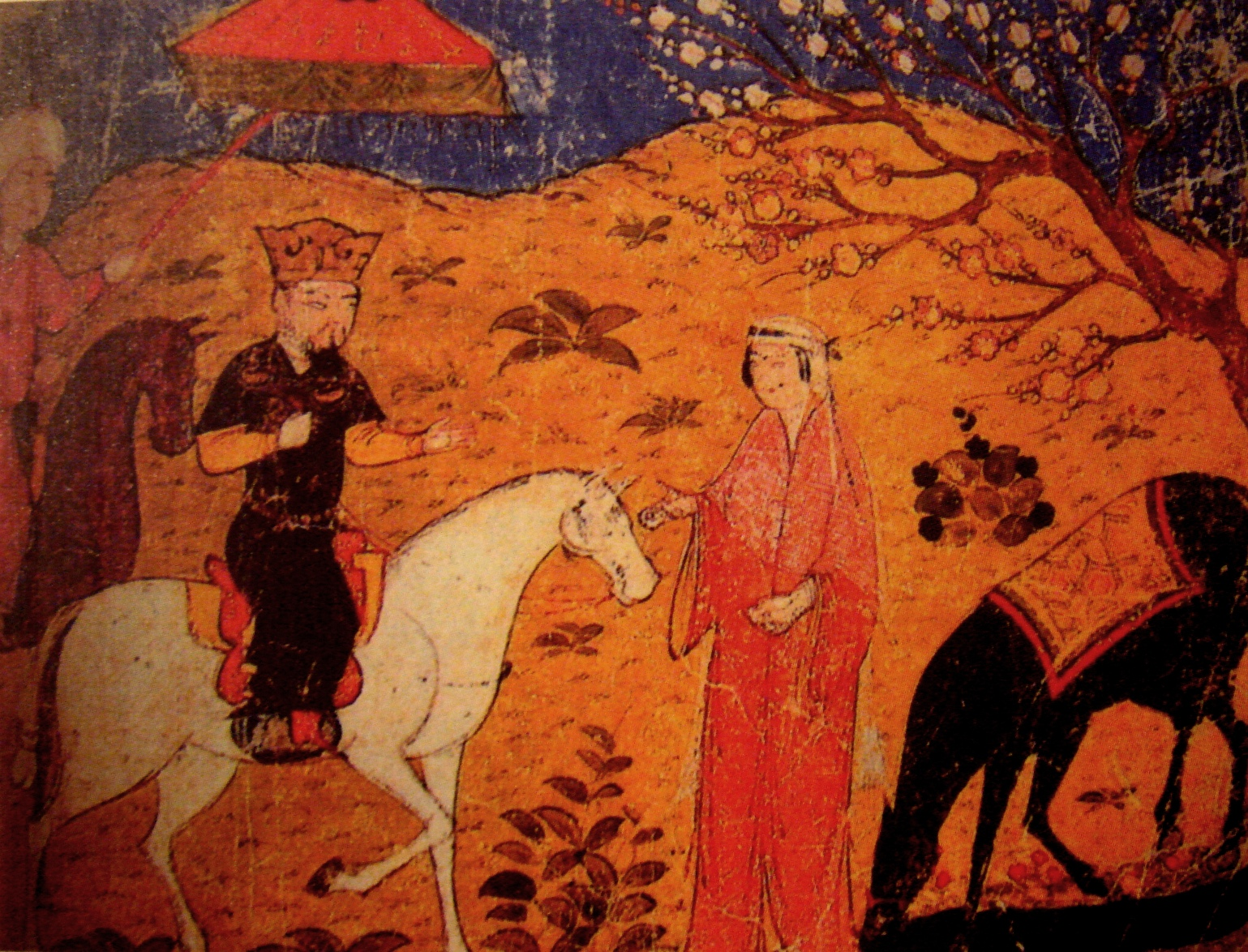
Ghazan en su caballo. Rashid al-Din, Jāmiʿ al-Tawārīkh.

Rashid al-Din también recopiló todas sus composiciones en un solo volumen, titulado Jami' al-Tasanif al-Rashidi ("Las obras recopiladas de Rashid"), completo con mapas e ilustraciones. Incluso hizo traducir al chino algunas de sus obras más breves, sobre medicina y gobierno. Cualquiera que lo deseara podía acceder a sus obras y copiarlas. Para facilitarlo, reservó un fondo para pagar la transcripción anual de dos manuscritos completos de sus obras, uno en árabe y otro en persa.
Rashid al-Din describió el proceso de impresión utilizado en el taller, muy similar al de las grandes imprentas chinas de Feng Dao (932-953)
[C]uando se deseaba un libro, un hábil calígrafo lo copiaba en tablillas y los correctores, cuyos nombres estaban inscritos en el reverso de las tablillas, lo corregían cuidadosamente. A continuación, expertos grabadores recortaban las letras y numeraban consecutivamente todas las páginas de los libros. Una vez terminadas, las tablillas se colocaban en bolsas selladas para que las guardaran personas de confianza, y si alguien quería una copia del libro, pagaba las tasas fijadas por el gobierno. A continuación, las tablillas se sacaban de las bolsas y se imponían sobre hojas de papel para obtener los impresos deseados. De este modo, no podían hacerse alteraciones y los documentos podían transmitirse fielmente. Con este sistema mandó hacer copias, las prestó a amigos y les instó a que las transcribieran y devolvieran los originales. Mandaba hacer traducciones al árabe de las obras que componía en persa, y traducciones al persa de las obras compuestas en árabe. Una vez preparadas las traducciones, las depositaba en la mezquita biblioteca del Rab'-e Rashidi.

### Autoría y acusaciones de plagio
La autoría del Jāmiʿ al-Tawārīkh ha sido cuestionada por varios motivos.
Abu al-Qasim Kashani (m. 1324), autor de la fuente contemporánea más importante que existe sobre Öljaitü, sostenía que él mismo era el verdadero autor del Jāmiʿ al-Tawārīj, "por el que Rashid al-Din había robado no sólo el mérito sino también las muy considerables recompensas económicas. "
Según Encyclopædia Iranica, "Aunque hay pocas razones para dudar de la autoría general de Rašid-al-Din en el Jāmeʿ al-tawāriḵ, la obra se ha considerado generalmente un esfuerzo colectivo, realizado en parte por ayudantes de investigación. " Kashani pudo haber sido uno de esos ayudantes.
Algunos también sostuvieron que se trataba de una traducción de un original mongol.

## Poemas fahlavi
Existen algunos fahlavīyāt suyos aparentemente en su dialecto nativo: un hemistiquio titulado zabān-e fahlavī (1976, I, p. 290), una cuarteta con el apelativo bayt-efahlavī, y otro hemistiquio titulado zabān-e pahlavī ("lengua fahlavi").

## Importancia historiográfica
Los volúmenes I y II de Jāmi' al-Tawārīkh han sobrevivido y son de gran importancia para el estudio del Ilkhanate. El Volumen I "contiene la historia de las tribus turcas y mongolas, incluidas sus leyendas tribales, genealogías, mitos y la historia de las conquistas mongolas desde la época de Genghis Khan hasta el final del reinado de Ghazan Khan" mientras que el volumen II describe "la historia de todos los pueblos con los que los mongoles habían luchado o con los que habían intercambiado embajadas". En su narración hasta el reinado de Möngke Khan (1251-1259), Ata-Malik Juvayni era la fuente principal de Rashid al-Din; sin embargo, también utilizó numerosas Fuentes del Lejano Oriente y otras fuentes ahora perdidas. El Jāmi' al-Tawārīkh es quizás la fuente persa más completa en el período mongol. Para el período de Genghis Khan, sus fuentes incluyeron el ahora perdido Altan Debter "Golden Book". Su tratamiento del período Ilkhanid parece ser parcial, ya que él mismo era un alto funcionario, sin embargo, todavía se ve como la fuente escrita más valiosa para la dinastía.

## Pensamiento nacional y político
Rashid al-din era un patriota iraní y también un admirador de las tradiciones del Estado iraní. El nombre de "Irán" se menciona en su Jami' al-tawarikh, y mostraba aversión por los mongoles (a los que se referían como turcos).